# قوات العمليات الخاصة (روسيا)
قوات العمليات الخاصة للقوات المسلحة للاتحاد الروسي أو فقط قوات العمليات الخاصة (بالروسية: Силы специальных операций)‏ هي قوات خاصة ذات مستوى استراتيجي تحت قيادة قوات العمليات الخاصة (بالروسية: командование сил специальных операций)‏ من هيئة الأركان العامة للقوات المسلحة للاتحاد الروسي. وهي أيضًا وحدة هيكلية ومستقلة من القوات المسلحة.
تم نقل الوحدات الأولى لما أصبح فيما بعد قوات العمليات الخاصة من مديرية المخابرات الرئيسية (GRU) في عام 2009 كجزء من الإصلاح العسكري الروسي المستمر لعام 2008. تأسست قيادة قوات العمليات الخاصة في عام 2012 وأعلن عنها في مارس 2013 رئيس الأركان العامة فاليري غيراسيموف. وفقًا لـ غيراسيموف، تم تصميم قوات العمليات الخاصة كأصل على المستوى الاستراتيجي، ووحدات قوات العمليات الخاصة النخبة التابعة لـ قيادة قوات العمليات الخاصة والتي ستكون مهامها الأساسية هي التدخلات الأجنبية بما في ذلك التخريب، والتخلص من الأهداف ذات القيمة العالية، وعمليات الدفاع الداخلية والخارجية والقيام بأكثر العمليات السرية تعقيداً. و‌عمليات ومهمات خاصة مصنفة لحماية مصالح الاتحاد الروسي.
تختلف قوات العمليات الخاصة عن القوات الخاصة للمديرية الرئيسية لهيئة الأركان العامة للقوات المسلحة الروسية (Spetsnaz GRU) التي كانت حتى عام 2010 تحت إدارة المخابرات الرئيسية والتي تركت تبعية لاحقة غير واضحة حتى 2013 حيث تم عكس القرار وتم إعادة تعيين وحدات القوات الخاصة لمديرية المخابرات الرئيسية إلى أقسام مديرية المخابرات الرئيسية ووُضعت تحت سلطة مديرية المخابرات الرئيسية مرة أخرى. يتم تشغيل قوات العمليات الخاصة الروسية بشكل حصري من قِبل موظفين محترفين تم التعاقد معهم، وجميعهم جنود بدوام كامل يتألفون من ضباط صف وجنود نظاميين.
في 26 فبراير 2015، أصدر الرئيس الروسي فلاديمير بوتين مرسوماً يقضي بأن يكون يوم 27 فبراير هو يوم قوات العمليات الخاصة، وفقاً للعديد من وكالات الأنباء الرسمية الروسية (وإن لم يتم الاعتراف بذلك رسمياً)، بمناسبة تأسيس السيطرة الروسية على مبنى المجلس الأعلى لجمهورية القرم المتمتعة بالحكم الذاتي في سيمفروبول، أوكرانيا في فبراير 2014

## المهام والأساليب

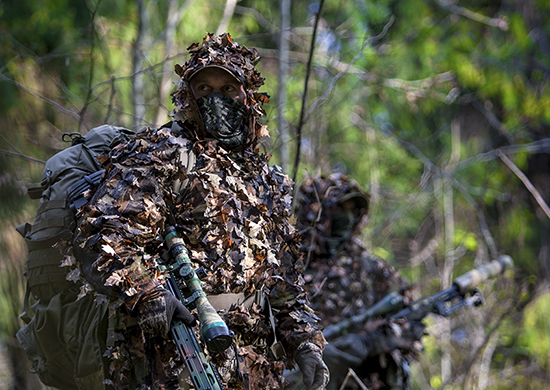
أحد جنود قوات العمليات الخاصة الروسية.

قوات العمليات الخاصة هي قوة عمليات خاصة متنقلة للغاية ومدربة جيداً ومجهزة للقتال المستمر وتابعة لوزارة الدفاع الروسية، وهي مصممة لأداء مهام محددة من أجل حماية مصالح الاتحاد الروسي (مع استخدام القوة العسكرية، بحكم الضرورة)، سواء داخل البلاد أو في الخارج، في زمن السلم وفي زمن الحرب.
تُعرِّف وزارة الدفاع الروسية مصطلح «العملية الخاصة» على أنه "أساليب وطرق للقتال ليست من سمات القوات التقليدية: الاستطلاع، و‌التخريب، والفتنة، و‌مكافحة الإرهاب، و‌مكافحة التجسس، و‌حرب عصابات، و‌حرب العصابات المضادة، وغيرها من الأنشطة".
شاركت قوات العمليات الخاصة بشكل أساسي في الحرب الأهلية السورية، حيث نفذت عمليات الاستحواذ على الأهداف لطائرات مقاتلة تابعة للقوات الجوية الروسية وشنت غارات جوية وصواريخ كروز البحرية الروسية، حيث عملت كمستشارين عسكريين لتدريب قوات الحكومة السورية، والبحث عن أهداف معادية حرجة وتدميرها، التعطيل خلف خطوط العدو من خلال الكمائن والاغتيالات المستهدفة ذات القيمة العالية والضربات الانتقامية ضد مجموعات مختارة من المقاتلين.

## التاريخ

### داخل الاتحاد الروسي
في عام 2009، كجزء من الإصلاح الشامل للقوات المسلحة الروسية، تم إنشاء مديرية العمليات الخاصة، التابعة مباشرة لرئيس هيئة الأركان العامة، على أساس وحدة المهام الخاصة في مديرية المخابرات الرئيسية في منطقة موسكو. شهدت الوحدة نشاطاً واسعاً في منطقة القوقاز وحصلت على لقب عباد الشمس (подсолнух)، وهو لقب أُطلق على الجنود المعينين للوحدة أثناء الخدمة في الشيشان. أُفيد أن العقيد أوليغ مارتيانوف، الذي أصبح فيما بعد عضواً في مجلس إدارة اللجنة الصناعية العسكرية، كان أحد المؤسسين والقائد الأول لقوات العمليات الخاصة من 2009 إلى 2013.
في عام 2012، أُعيد تنظيم مديرية العمليات الخاصة كقيادة للعمليات الخاصة، والتي أعقبتها خطط لترقية القوى العاملة للقوات إلى 9 ألوية ذات أغراض خاصة.
في 6 مارس 2013، أعلن رئيس الأركان العامة للقوات المسلحة الروسية فاليري غيراسيموف عن بدء إنشاء قوات العمليات الخاصة. وقال أثناء حديثه إلى الملحقين العسكريين الأجانب في موسكو: «بعد مراجعة ممارسة تشكيل وتدريب واستخدام قوات العمليات الخاصة في الدول الرائدة في العالم، بدأت وزارة الدفاع الروسية أيضاً في إنشائها... تم إنشاء القيادة المقابلة، والتي تشارك في تخطيط العمل وتنفيذ خطة تدريب القوات المسلحة... وقد تم بالفعل إعداد مجموعة من الوثائق لتحديد اتجاه التطوير وأساليب التدريب وتطبيق هذه القوات».
في مارس 2013، وفقاً لتقارير وسائل الإعلام الروسية، بدأ إنشاء مركز العمليات الخاصة التابع لوزارة الدفاع الروسية لحوالي 500 جندي محترف في قرية كوبينكا-2. كان من المقرر أن يتم الانتهاء من تشكيل المركز بحلول نهاية عام 2013. كان المركز تابعاً مباشرة لقيادة قوات العمليات الخاصة التابعة لوزارة الدفاع الروسية.
في نهاية أبريل 2013، أجرت وحدات من قوات العمليات الخاصة تمرينًا تكتيكياً خاصًا في جبال إلبروس على ارتفاع 4500 متر. تم تخصيص التمرين لممارسة نقل إحدى وحدات قوات العمليات الخاصة بواسطة طيران النقل العسكري وطيران الجيش، بالإضافة إلى الإدخال الجوي للأفراد والبضائع في المنطقة المستهدفة.
خلال وقت السلم، قد يتم أيضاً استدعاء قوات العمليات الخاصة لتنفيذ بعض عمليات الأمن الداخلي المتخصصة. في مايو 2013، قالت هيئة الأركان العامة إنه سيتم تكليف الوحدة بأمن الألعاب الأولمبية الشتوية في سوتشي وأن قوات العمليات الخاصة تضم الآن مكونات جوية وبحرية. مرة أخرى، عندما استضافت روسيا كأس العالم 2018، تولت وحدات القوات الخاصة و‌جهاز الأمن الفيدرالي الروسي مسؤولية ضمان الأمن.
منذ تشكيلها في عام 2009، نفذت قوات العمليات الخاصة أيضًا عمليات مكافحة الإرهاب والعمليات الخاصة أثناء التمرد في منطقة شمال القوقاز متخفية في شكل وحدات سبيتسناز الأخرى.

### خارج الاتحاد الروسي
كما شاركت قوات العمليات الخاصة في عمليات مكافحة القرصنة في خليج عدن، حيث اشتبكت مع قراصنة صوماليين.
في أواخر فبراير 2014، دخل عدد غير معروف من مشغلي قوات العمليات الخاصة إلى جانب القوات الروسية الأخرى إلى القرم متنكرين بزي «رجال خضر صغار» واستولوا على برلمان القرم وبدأوا أيضاً في حصار واستيلاء على مواقع مهمة واستراتيجية أخرى عبر شبه الجزيرة.
العمليات القتالية لقوات العمليات الخاصة في سوريا، والتي بدأت سرًا في أواخر عام 2015 أصبحت أكثر وضوحاً بحلول يناير 2016 مع هجوم اللاذقية الناجح، ولعبت دوراً حاسماً في هجوم تدمر، وقدمت الدعم للجيش السوري الذي يحاول استعادة الرقة، وصد هجوم داعش على تدمر وطوال الحملة السورية لحلب في نفس العام. عادوا خلال معركة تدمر الثانية في عام 2017 وشهدوا عمليات على مدار العام في هجوم شرق حمص، شمال حماة، حملة الصحراء السورية، هجوم شرق حماة، حملة وسط سوريا، إنقاذ وحدة من الشرطة العسكرية الروسية في منطقة خفض التصعيد في بإدلب. وكامل حملة شرق سوريا. كما ساهمت القوات الخاصة في إنجاح حملة محافظة ريف دمشق عام 2018 و‌هجوم شمال غرب سوريا عام 2019.
في 11 ديسمبر 2017، وفرت وحدات القوات الخاصة الأمنية (SOF) أعلى مستوى من الأمن للزيارة المفاجئة للرئيس الروسي فلاديمير بوتين إلى سوريا في قاعدة حميميم الجوية من خلال تغطية أخطر الاتجاهات من البحر والجو والبر. شكر فلاديمير بوتين ووزير الدفاع سيرغي شويغو شخصياً في وقت لاحق جميع الأفراد العسكريين المشاركين على أدائهم المثالي للمهمة.

## الهيكل والتنظيم
بينما يتم تصنيف الأرقام الرسمية، بين مركز الأغراض الخاصة "Сенеж" والمقر الرئيسي في مركز العمليات الخاصة "Kubinka-2"، هناك ما يقرب من 2000 إلى 2500 موظف. بالإضافة إلى ذلك، تمتلك القيادة أيضاً عناصر داعمة توفر الدعم القتالي ووظائف دعم الخدمة القتالية. علاوة على ذلك، هناك أيضاً لواء طيران خاص مخصص يتحكم بشكل مباشر في أصول الطيران القتالي في تورجوك، وسرب من طائرات النقل إليوشن إي أل-76 في مطار ميغالوفو بالقرب من تفير.
قيادة قوات العمليات الخاصة مماثلة في دورها لقيادة العمليات الخاصة المشتركة الأمريكية. و‌قيادة القوات الخاصة الألمانية. وصلت قيادة قوات العمليات الخاصة إلى القدرة التشغيلية الكاملة في عام 2013 وتعمل أيضاً كسلطة قيادة مركزية لهيكل قوات العمليات الخاصة بأكمله الذي يخضع مباشرة لهيئة الأركان العامة.

### التدريب

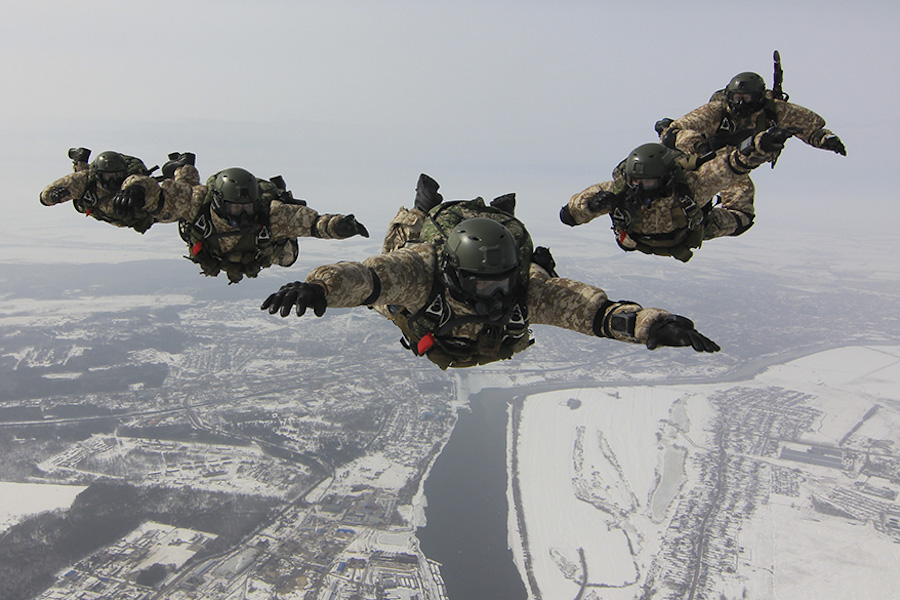
نشطاء قوات العمليات الخاصة خلال تدريب القفز بالمظلات العسكرية على ارتفاعات عالية.

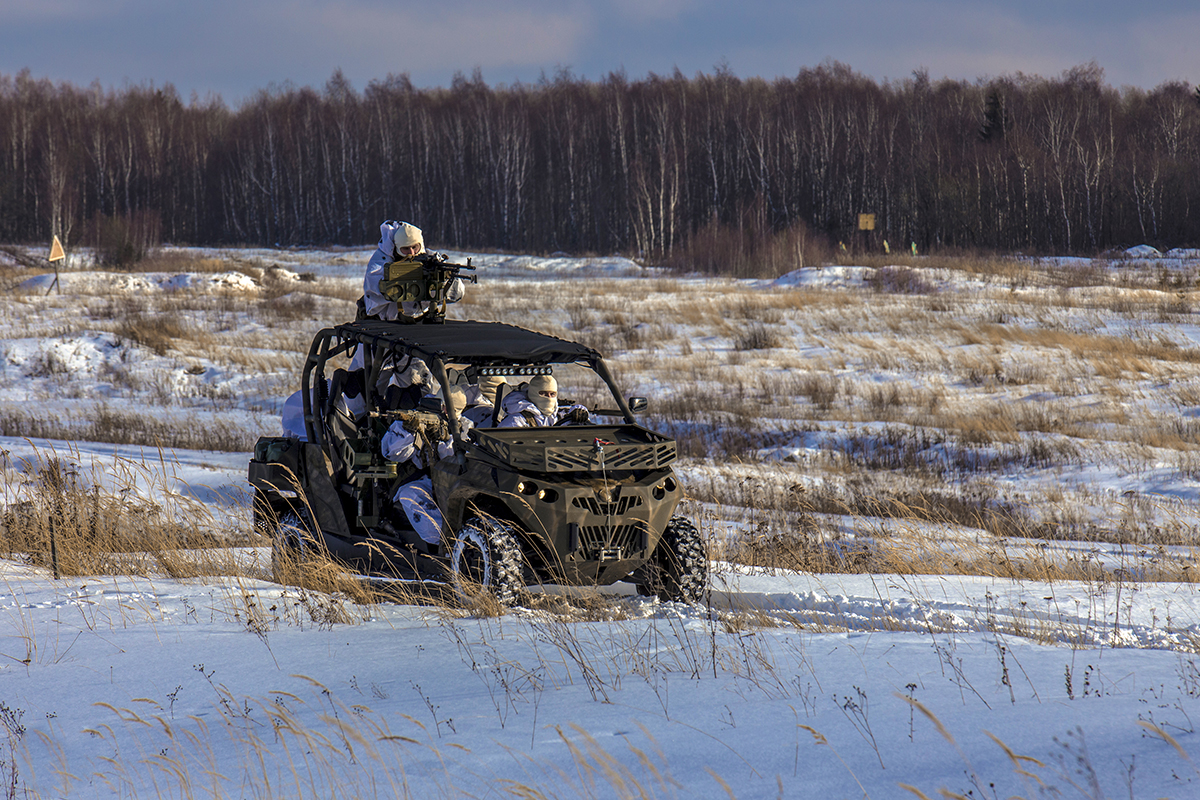
عناصر قوات العمليات الخاصة في تمرين قتالي شتوي.

يتم تنفيذ تدريب الضابط الذي يجند المشغلين الخاصين في مدرسة ريازان العليا المحمولة جواً - RVVDKU (قسم المخابرات الخاصة والعسكرية وإدارة استخدام القوات الخاصة) ومدرسة القيادة العسكرية العليا في نوفوسيبيرسك - NVVKU (قسم المخابرات الخاصة ورئيس الاستطلاع الخاص والتدريب الجوي). في "Сенеж"، يتعلم المشغلون المحتملون القفز بالمظلات وتسلق الجبال والسباحة والغوص العسكري واقتحام المباني والمنازل، بينما يركز "Kubinka-2" على العمليات البحرية والاستطلاع ويتحكم في العديد من مفارز العمليات البحرية الخاصة. يوجد أيضاً مركز تدريب على الطقس البارد وتسلق الجبال في إلبروس يحمل الاسم الرمزي "Терскол"، في قبردينو - بلقاريا. بالإضافة إلى ذلك، توجد أيضاً عدة مراكز أكثر حساسية متخصصة لتدريب المتخصصين في قوات العمليات الخاصة في مجال السرية العسكرية. اعتماداً على المهام الفردية التي يتم إعداد النشطاء أو التخصص فيها، يختلف التدريب.